# Michał Koy
Michał Koy (ur. 10 września 1853 w Krakowie, zm. 21 lutego 1921 tamże) – polski adwokat.

## Życiorys
Urodził się 10 września 1853 w Krakowie. Ukończył studia prawnicze na Uniwersytecie Jagiellońskim. Uzyskał stopień doktora praw. Został adwokatem w Krakowie i w 1855 otworzył tam kancelarię. Działał w Izbie Adwokackiej dla okręgu krakowskiego Sądu Krajowego Wyższego, od 1889 członek rady dyscyplinarnej, od 1901 członek wydziału, a od 1904/1905 do końca życia pełnił funkcję prezesa.
Przez jedną kadencję pełnił mandat rady miejskiej w Krakowie. Był członkiem wydziału Kasy Oszczędności Miasta Krakowa. Był syndykiem Zarządu Towarzystwa Wzajemnych Ubezpieczeń w Krakowie. Przed 1914 był I wiceprezesem Towarzystwa Tatrzańskiego. Był też członkiem zarządu Towarzystwa Szkoły Ludowej, członkiem wydziału Polskiego Towarzystwa Gimnastycznego „Sokół” i należał do innych towarzystw.
Był odznaczony Orderem Korony Żelaznej 3 klasy.
Do końca życia pozostał w stanie bezżennym. Zmarł 21 lutego 1921 w Krakowie. Został pochowany w grobowcu Jawornickich na cmentarzu Rakowickim w Krakowie (w tym miejscu kilka miesięcy później spoczął Józef Jawornicki, kupiec, żonaty Anną z domu Koy).
Następcą Michała Koya na stanowisku prezesa krakowskiej IA został dotychczasowy wiceprezes Jerzy Trammer.